# Сабитова, Зулиха Нигметовна
Зулиха Нигметовна Сабитова — советский казахстанский хозяйственный, государственный и политический деятель.

## Биография
Родилась в 1923 году в Астрахани. Член ВКП(б).
Выпускница Московского института цветных металлов имени М. И. Калинина. С 1948 года — на хозяйственной, общественной и политической работе. В 1948—1962 гг. — технолог, заместитель начальника цеха № 1 завода по обработке цветных металлов Балхашского горно-металлургического комбината, председатель Карагандинского совнархоза, на хозяйственной и административной работе в Казахской ССР.
Избиралась депутатом Верховного Совета СССР 3-го и 4-го созывов. Делегат X съезда КП Казахстана, IV Всесоюзного съезда научно-технического общества в Москве.
Умерла в Караганде в 1993 году.